# Bombningen av Singapore

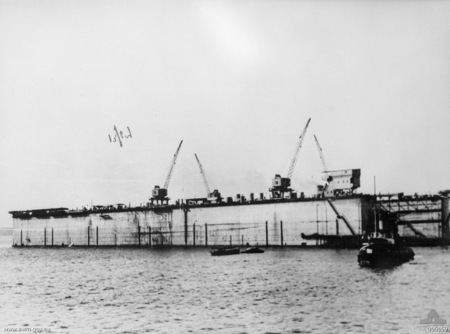
Flytdockan Almiralty IX var mål för en av attackerna.

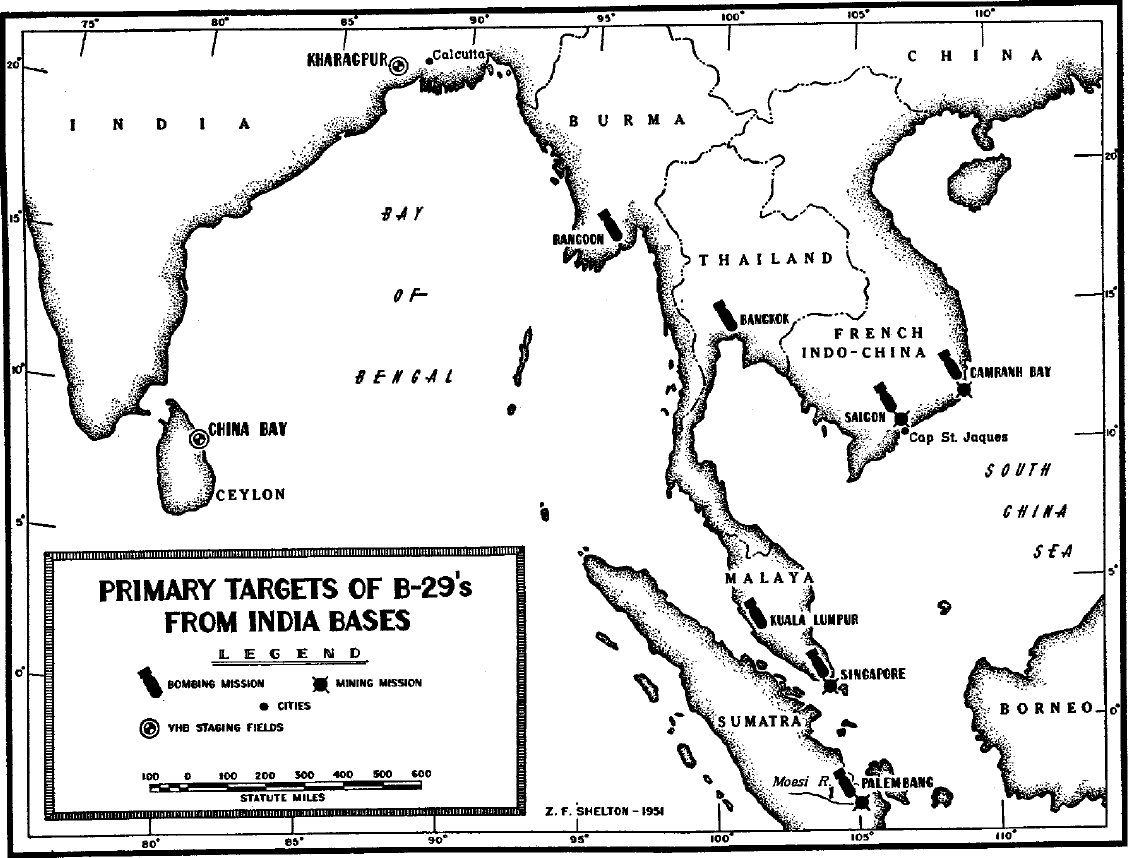
Karta över bombmål från basen i Khagapur.

Bombningen av Singapore (1944-1945) var en militär kampanj utförd av allierade flygvapen under andra världskriget. US Army Air Forces (USAAF) longdistansbombplan genomförde 11 flygräder på japansk-ockuperade Singapore mellan november 1944 och mars 1945.
De flesta av dessa räder riktades mot flottbasen och varven på ön, men flera minläggningsuppdrag utfördes i närliggande vatten.
De amerikanska B-29 bombplanen kom från en bas i närheten av  Kharagpur i nordöstra Indien, 3 200 kilometer från Singapore och planen var i luften upp till 18 timmar vid varje räd.
Flygräderna fick blandade resultat. Medan betydande skador tillfogades Singapores viktiga örlogsbas och kommersiella hamn, var vissa räder mot dessa mål misslyckade och andra attacker mot oljelager på öar i närheten av Singapore var ineffektiva. 
Sedan de amerikanska bombplanen omplacerats till Marianerna tog brittiska flygvapnet ansvaret för minläggningsverksamheten i närheten av Singapore vilken fortsatte till den 24 maj 1945. Minläggningskampanjen störde den japanska sjöfarten i Singaporeområdet och resulterade i förlusten av tre fartyg och skador på ytterligare tio, men den var inte avgörande. De allierade flygattackerna var dock framgångsrika i att höja moralen hos Singapores civilbefolkning, som trodde att räderna markerade en nära förestående befrielse av staden. Det totala antalet civila offer från bombningarna var låg, men en attack gjorde hundratals människor hemlösa och civila arbetare dödades under attackerna mot militära anläggningar.